# NGC 7333
NGC 7333 – gwiazda podwójna znajdująca się w gwiazdozbiorze Pegaza. Jej jasność obserwowana wynosi 15,1m. Skatalogował ją Herman Schultz 20 września 1865 roku jako obiekt typu „mgławicowego”. Większość źródeł podaje, że jest to gwiazda pojedyncza, gdyż w słabszych teleskopach wygląda jak pojedynczy obiekt. Dopiero większe teleskopy, takie jak użyty w przeglądzie nieba SDSS, pozwoliły odkryć jej podwójną naturę.